# Журавлёв, Фирс Сергеевич
Фирс Серге́евич Журавлёв (1836—1901) — русский жанровый живописец, академик Императорской Академии художеств, участник «бунта четырнадцати», один из учредителей Санкт-Петербургской артели художников.

## Биография
Родился, как заявляется, в Саратове 10 (22) декабря 1836 года. До 19 лет занимался портновским ремеслом. Живописи учился в Санкт-Петербургской академии художеств, где получил малую золотую медаль. Изначально Журавлёв посещал академию в качестве вольноприходящего, затем постоянного ученика в классах исторической живописи профессоров Тимофея Неффа, Фёдора Бруни и Алексея Маркова.
Во время учёбы в Академии художеств неоднократно награждался медалями «За успех в рисовании»: в 1858 и 1860 — малыми серебряными, в 1860 и 1862 — большими серебряными. В 1862 году был награждён малой золотой медалью за картину «Кредитор описывает имущество вдовы». В 1863 году Журавлёв в числе четырнадцати академистов во главе с Иваном Крамским, отказавшихся от участия в конкурсе на большую золотую медаль, подал прошение о выходе из Академии; в 1864 году ему как формальному выпускнику было присвоено звание классного художника второй степени.
Был одним из основателей Санкт-Петербургской артели художников. Вместе с Иваном Крамским и ещё четырьмя художниками: Богданом Венигом, Александром Григорьевым, Алексеем Корзухиным и Николаем Шустовым поселился в квартире в доходном доме Гудкова на 17-й линии Васильевского острова, образовав своеобразную коммуну с общими мастерскими для работы и ведением общего хозяйства.
В 1868 году за представленные на Академической выставке картины «Приезд извозчика домой» и «Возвращение с бала» получил звание классного художника 1‑й степени «по живописи народных сцен». В 1874 году за картины «Перед венцом», «Носильщик», «Мачеха», «Девочка с курами», «Трубочист» и ряд портретов удостоен почётного звания академика Императорской академии художеств. Журавлёву прекрасно удавались картины «малого жанра», в которых он создавал образы, будто выхваченные из действительности — индивидуально точные и в то же время характерно-собирательные.
В 1888—1889 годах экспонировал свои работы на выставках передвижников, однако членом товарищества так и не стал.
Участвовал во Всемирных выставках в Филадельфии в 1876 году, Париже в 1889 году и Всероссийской промышленной и сельскохозяйственной выставке в Нижнем Новгороде в 1896 году.
Участвовал в росписи кафедрального соборного храма Христа Спасителя в Москве (в 1883 году награждён за эти работы орденом Святой Анны 3-й степени), Христорождественского кафедрального собора в Риге. Автор мозаик в соборе Воскресения Христова на Крови и икон в соборе Воскресения Словущего всех учебных заведений в Санкт-Петербурге.
Лучшее и значительное создание Журавлёва, опять таки полное трагизма...
Как указывал физик Фёдор Петрушевский (в персоналии «Брокгауза — Ефрона», 1894):

В особенности он известен несколькими картинами, сюжет которых взят из купеческого быта. «Купеческие поминки» — многофигурная картина, полная тонкой наблюдательности (1876), «Благословение невесты» — сцена почти драматического содержания, с большими художественными достоинствами (1878), также из купеческого быта. Журавлёв писал отдельные фигуры, верно выхваченные из действительности, например, «Официант». Писал также портреты (как, например, отца Иоанна Кронштадтского). Рисунок Журавлёва правильный, живопись тонкая, а колорит правдивый

Журавлёв умер 4 (17) сентября 1901 года, как заявляется, в Петербурге. Был похоронен в Вышневолоцком Казанском монастыре; могила, вместе со всем некрополем названной обители, была уничтожена после Революции 1917 года.

## Галерея

### Жанровая живопись
- Отгадай, кто пришёл (1862)
- Пряха (1864)
- Возвращение с бала (1868)
- Дети-нищие (1870)[11]
- Перед венцом (ранее 1874)[12]
- Мачеха (1874)[13]
- После свадебной церемонии (1874)
- Кухарка (1880)
- Чиновник (1884)[14]
- Девичник в бане (1885)[15]
- Троицын день (1887)
- Боярышня (1896)[16]
- Знахарка (ранее 1901)
- Девочка с курами (ранее 1901)
- Пасхальное угощение (ранее 1901)
- «Трубочист» (около 1875)

### Портретная живопись
- «Портрет императрицы Марии Александровны», (ранее 1880) — Государственный Эрмитаж
- «Бас-октава», (ранее 1901) — Саратовский художественный музей имени А. Н. Радищева
- «Женский портрет», (ранее 1901) — Саратовский художественный музей имени А. Н. Радищева

### Мозаичные произведения
- «Воскрешение дочери Иаира», (ранее 1901) — Спас на Крови
- «Христос у фарисея», (ранее 1901) — Спас на Крови

## Адреса в Санкт-Петербурге
- 17 линия В. О., дом 4, квартира 4
- Адмиралтейский проспект, дом 10